# 아얀 에더빈

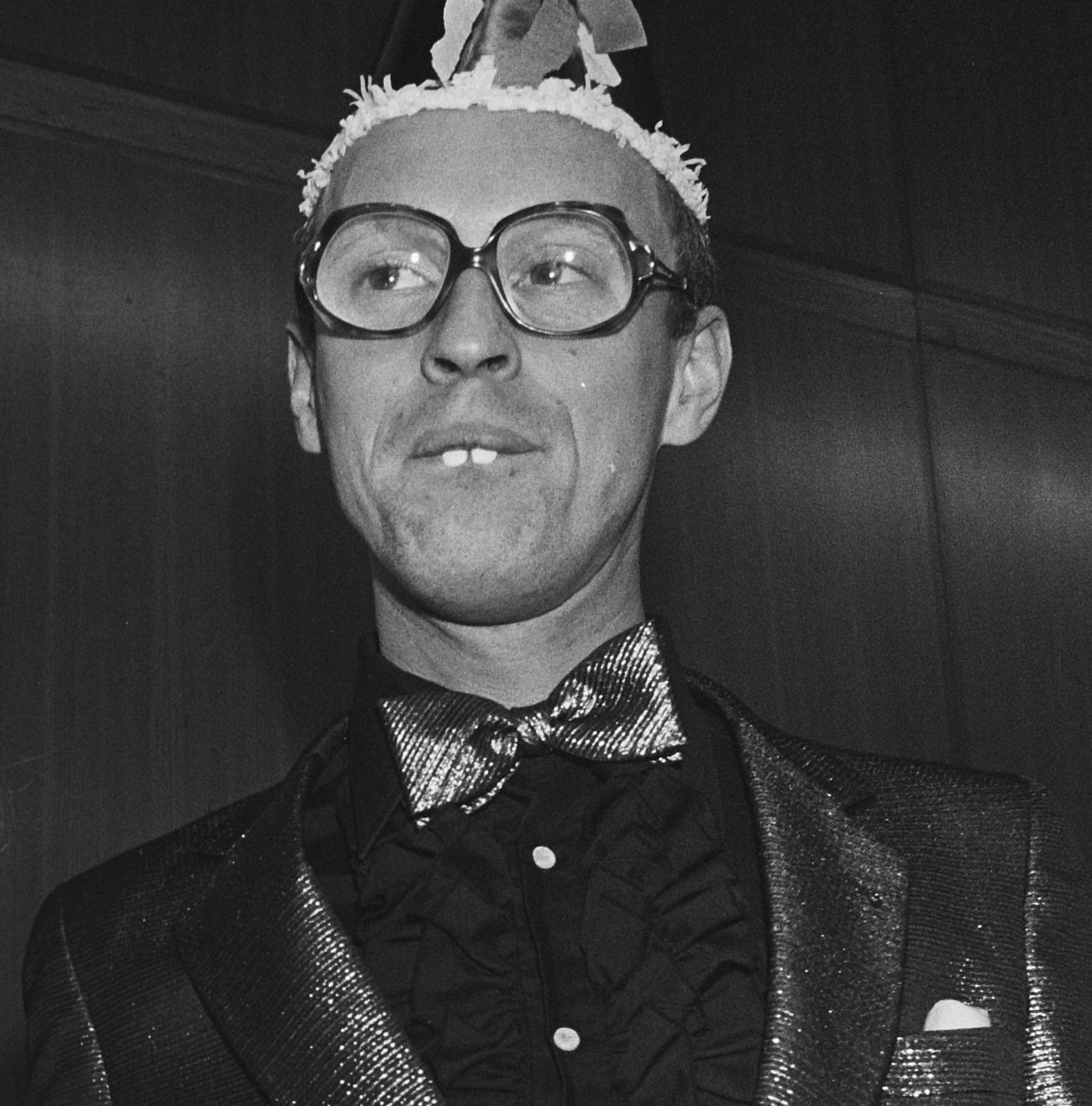

아얀 에더빈(Arjan Ederveen, 1956년 9월 9일 ~ )은 네덜란드 왕국의 배우, 극작가, 작가, 각본가, 텔레비전 프로듀서, 텔레비전 배우이다.
힐베르쉼에서 태어났다.

## 영화
- 피사 (2016년)
- 크리스무스 이야기 (2013년)
- 피터 벨 2 (2003년)
- 피터 벨 (2002년)
- 예스 너스! 노 너스! (2002년)
- 스틸 스모킨 (1983년)